# Джигера
Джигера (рум. Gighera) — село у повіті Долж у Румунії. Входить до складу комуни Джигера.
Село розташоване на відстані 194 км на захід від Бухареста, 53 км на південь від Крайови.

## Населення
За даними перепису населення 2002 року у селі проживали 1352 особи. Усі жителі села рідною мовою назвали румунську.
Національний склад населення села:
| Національність | Кількість осіб | Відсоток |
| -------------- | -------------- | -------- |
| румуни         | 1051           | 77,7%    |
| цигани         | 301            | 22,3%    |

## Видатні уродженці
- Ніколає Негріле — румунський футболіст.